# Apatxe kiowa
Els apatxe kiowa, també coneguts com a apatxes de les planures, són un grup d'atapascans meridionals que vivien tradicionalment a les Planures Meridionals d'Amèrica del Nord, a l'actual sud-oest d'Oklahoma. Actualment constitueixen la tribu reconeguda federalment Tribu Apatxe d'Oklahoma.

## Nom
Els apatxes de les planures, també coneguts com a apatxes kiowa, Naʼisha, o Naishan Dene, que vol dir "el nostre poble." També usen el terme Khat-tleen-deh o γát dìndé que vol dir "poble del cedre" o Bay-ca-yeh que vol dir "gent de la pedra d'esmolar". Als seus aliats pròxims, la tribu molt més gran dels kiowes, tot i parlar una llengua totalment diferent, se'ls coneix com a Semat que vol dir "lladres." En els grans esdeveniments tribals, els apatxe kiowa formaven part del "cercle tribal" (anell de tipis) kiowa. Això pot explica per què el kiowa nomenwn als apatxe kiowa Taugui que significa "que se senten fora."

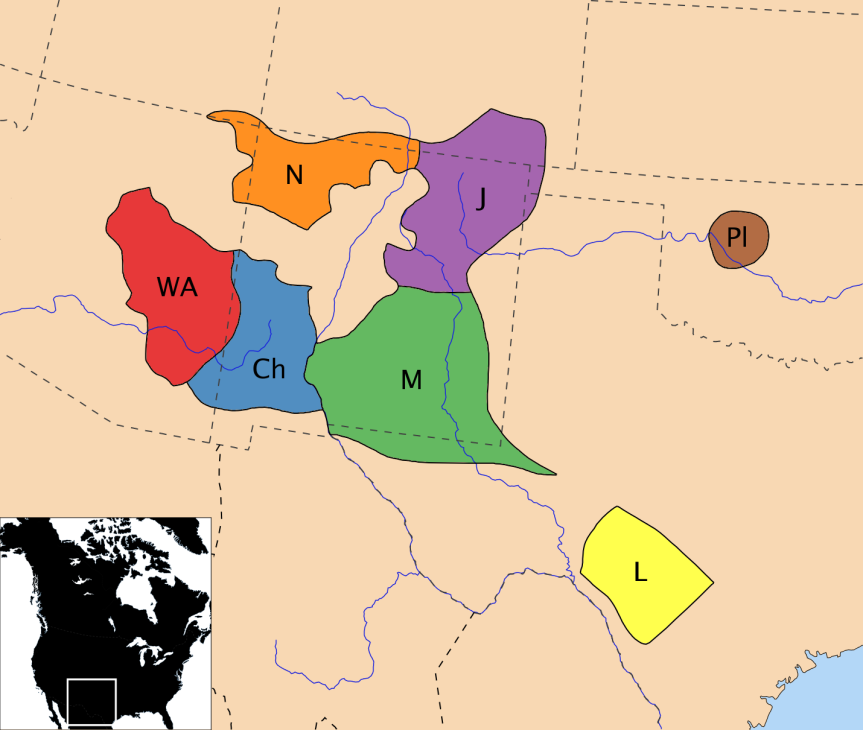
Territori apatxe en el segle XVIII: WA – Apatxes occidentals, N – Navahos, Ch – Chiricahua, M – Mescalero, J – Jicarilles, L – Lipan, Pl – Apatxe kiowa

## Govern
Avui la tribu té la seu a Anadarko (Oklahoma). Llur àrea jurisdiccional tribal cobreix parts dels comtats de Caddo, Comanche, Cotton, Grady, Jefferson, Kiowa, i Stephens a Oklahoma. L'actual cap tribal és Louis Maynahonah.
Els membres de la tribu han de tenir un quàntum de sang mínim d'1/8 d'ascendència apatxe kiowa per ser reconeguts com a membres de la tribu.

## Desenvolupament econòmic
La tribu opera un casino, una botiga de fum, i l'Apache Ink Tattoo Parlor. També emeten les seves pròpies matrícules tribals. Louis Maynahonah és l'actual cap tribal, succeint Alonzo Chalepah.

## Història

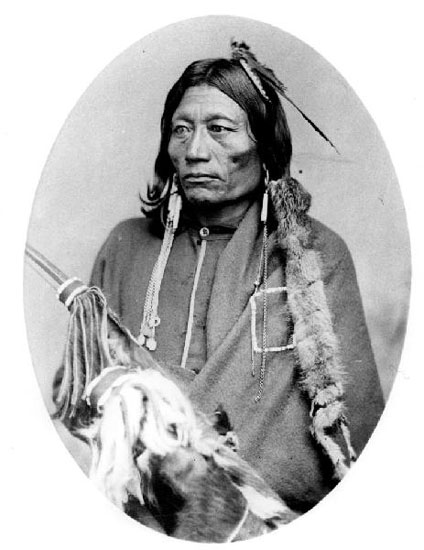
Essa-queta, cap apatxe kiowa

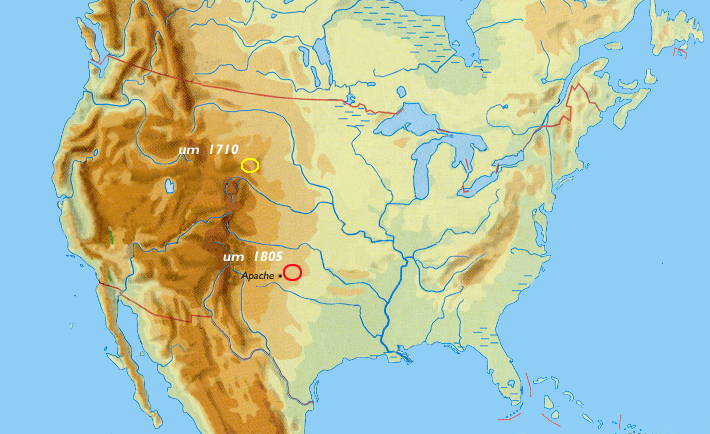
Apatxe kiowa

Al segle xviii, els apatxes kiowa van viure prop de la part superior del riu Missouri, la seva població era de 400 persones el 1780. Els apatxes kiowa adoptaren molts trets de l'estil de vida dels kiowes de les planes del Sud, sense deixar de ser ètnicament diferents. Molts apatxes kiowa no van aprendre el kiowa, preferint comunicar-se amb els seus aliats usant les sofisticades llenguatge de signes dels indis de les planures, en el qual els kiowes eren mestres del passat (probablement tenien ideat gran part del sistema). L'organització social dels apatxe kiowa va estar partida en nombroses famílies extenses (kustcrae), que acampaven juntes (per a la caça i la recol·lecció) com a grups locals (gonka). El nivell següent era la divisió o la banda, una agrupació d'un nombre de gonkas (que s'ajuntaven per protegir-se mútuament, sobretot en temps de guerra).
En temps anterior a les reserves havia almenys quatre grups locals o gonka que sovint es reuneix per lluitar contra les tribus veïnes i els assentaments blancs.
Els apatxes kiowa Apache amb llurs aliats kiowa va acordar establir-se en una reserva al sud-oest d'Oklahoma. Algunes bandes de kiowes seguien en llibertat fins a 1875. Algunes de les bandes lipans i mescalero amb alguns comanxes van resistir al nord de Mèxic fins a la dècada de 1880, quan les forces mexicanes i de l'exèrcit dels Estats Units els van portar a reserves o a l'extinció. Pel Tractat de Medicine Lodge de 1867 els apatxe kiowa i els kiowes es van establir a l'oest d'Oklahoma i Kansas. Es van veure obligats a desplaçar-se cap al sud del riu Washita fins al riu Red i Oklahoma occidental amb comanxes i kiowes. El període de reserva es va perllongar des de 1868 fins a 1906. La transició de la vida lliure de la gent de les planures a una vida restringida a la reserva era més difícil per a algunes famílies que altres. El cens de 1890 mostrava 1.598 comanxes a la reserva Fort Sill, que compartien amb 1.140 kiowes i 326 apatxes kiowa.

### Cultura del riu Dismal
Els apatxes estan relacionats amb la cultura del riu Dismal de les planures occidentals, generalment atribuïda als apatxes Paloma i Quartelejo (també Cuartelejo). S'ha trobat terrissa dels jicarilles en alguns jaciments de la cultura del riu Dismal. Alguns dels pobles de la cultura del riu Dismal uneix els apatxes kiowa a les Black Hills de Dakota del Sud. A causa de la pressió dels comanxes a l'oest i dels pawnees i francesos a l'est, els kiowa i la resta de pobles de la cultura del riu Dismal emigraren al sud, on més tard es van unir als lipans i jicarilles.

## Llengua

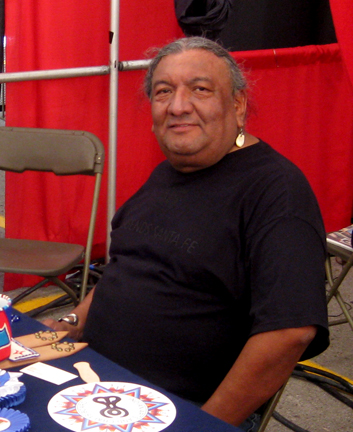
Richard Aitson, poeta i artesà premiat, és kiowa i apatxe kiowa

La llengua dels apatxe kiowa és membres de la família lingüística de les llengües atapascanes meridionals una divisió del tronc Na-Dené. L'apatxe de les planures, també conegut com a apatxe kiowa, és el membre més divergent de la subfamília. Mentre que tres persones parlaven la llengua en 2006, el darrer parlant fluent va morir en 2008.

## Caps històrics
- Gonkon (Gonkan - "Està en el tipi" o "Defensa el seu Tipi", també conegut com a "Apache John")
- Tsayaditl-ti (Ta-Ka-I-Tai-Di o Da-Kana-Dit-Ta-I - "Home blanc", ca. *1830 - ca. †1900)
- Koon-Ka-Zachey (Kootz-Zah - "El Cigar")
- Essa-queta (Més conegut com a Pacer o Peso, derivat de Pay-Sus, ca. *? - † 1875, Pacer fou líder de la tribu apatxe kiowa. Realment, Pacer era part de la facció pacifista i es manté el principal grup d'apatxes kiowa en la reserva durant la Guerra del Riu Red de 1874-75)[12]
- Si-tah-le ("Pobre llop")
- Oh-ah-te-kah ("Pobre Ós")
- Ah-zaah ("Llop de la planúria")